# Lijst van voetbalinterlands Bahama's - Saint Lucia (vrouwen)
Deze lijst van voetbalinterlands is een overzicht van alle officiële voetbalinterlands tussen de nationale vrouwenteams van de Bahama's en Saint Lucia. De landen hebben tot nu toe één keer tegen elkaar gespeeld.

## Wedstrijden
| № | Plaats   | Datum        | Competitie                                               | Wedstrijd              | Uitslag |
| - | -------- | ------------ | -------------------------------------------------------- | ---------------------- | ------- |
| 1 | onbekend | 14 juli 2002 | Noord-Amerikaans kampioenschap voetbal 2002 kwalificatie | Saint Lucia − Bahama's | 7 − 1   |

## Samenvatting
| Competitie                                          | Totaal gespeeld | Winst Bahama's | Gelijk | Winst Saint Lucia | Doelsaldo Bahama's – Saint Lucia |
| --------------------------------------------------- | --------------- | -------------- | ------ | ----------------- | -------------------------------- |
| Noord-Amerikaans kampioenschap voetbal kwalificatie | 1               | 0              | 0      | 1                 | 1 − 7                            |
| Totaal                                              | 1               | 0              | 0      | 1                 | 1 − 7                            |

BFA · A-internationals · Bahamaans mannenelftal
2000 – 2002 · 2020 – 2029
Amerikaanse Maagdeneilanden ·
Bermuda ·
Dominicaanse Republiek ·
Grenada ·
Haïti ·
Kaaimaneilanden ·
Saint Lucia ·
Turks- en Caicoseilanden